# Christina Steinmetzer
Christina Steinmetzer (* 5. Jänner 1941 in Lambach, Oberösterreich) ist eine ehemalige österreichische Politikerin (ÖVP), die von 1974 bis 1989 Abgeordnete des Salzburger Landtags war. Nach ihrer politischen Tätigkeit wurde sie als Gründerin des Museumsvereins zur Zinkenbacher Malerkolonie bekannt.

## Ausbildung und Beruf
Steinmetzer besuchte zwischen 1946 und 1950 die Volksschule und wechselte danach 1950 an das Gymnasium in Salzburg, das sie bis 1954 besuchte. Im Jahr 1954 vollzog sie einen neuerlichen Schulwechsel und bildete sich fortan an der Höheren Bundeslehranstalt für Frauenberufe in Salzburg weiter. Steinmetzer legte 1958 die Matura ab und studierte zwischen 1958 und 1959 französische Literatur an der Sorbonne in Paris. Sie war daraufhin von 1959 bis 1961 Redakteursaspirantin bei der Tageszeitung Die Presse in Wien und arbeitete in der Folge von 1961 bis 1962 als Volontärin des Bühnenbildners am Landestheater Salzburg. In den Jahren 1962 bis 1963 absolvierte sie zudem eine Lehre als Damenkleidermacherin, 1963 legte sie die Gesellenprüfung ab, war aber in diesem Beruf nie tätig, da sie ab 1964 ihren Ehemann in St. Gilgen als Hausfrau und Ordinationshilfe in der Tierarztpraxis ihres Ehemannes in Sankt Gilgen unterstützte. Nach ihrer politischen Tätigkeit studierte Steinmetzer von 1989 bis 1994 Psychologie und von 1994 bis 2000 Kunstgeschichte an der Universität Salzburg, wobei sie im Jahr 2001 ihr Studium mit dem akademischen Grad Mag. phil. abschloss. 1996 gründete Steinmetzer den Museumsverein Zinkenbacher Malerkolonie, das sich den Künstlern aus Wien widmet, die sich in der Zwischenkriegszeit in Sankt Gilgen aufhielten.

## Politik und Funktionen
Steinmetzer war von 1977 bis 1990 als Bezirksleiterin der Österreichischen Frauenbewegung im Flachgau aktiv und wirkte daneben als stellvertretende Landesleiterin Österreichischen Frauenbewegung. Des Weiteren war sie von 1979 bis 1989 als Bundeskulturreferentin der Österreichischen Frauenbewegung aktiv. Sie wirkte von 1979 bis 1989 als stellvertretende Vorsitzende des Kulturausschusses der Europäischen Frauenunion (EFU) und vertrat die Salzburger Volkspartei vom 29. Mai 1974 bis zum 12. September 1989 im Salzburger Landtag.

## Auszeichnungen
- Großes Ehrenzeichen für Verdienste um die Republik Österreich (1985)
- Silbernes Ehrenzeichen des Landes Salzburg (1989)
- Bundes-Ehrenzeichen für kulturelle Verdienste (2006)